# Aspidoscelis franciscensis
Aspidoscelis franciscensis (сан-франциський батогохвіст) — вид ящірок родини теїдових (Teiidae). Ендемік Мексики.

## Поширення і екологія
Сан-франциські батогохвости мешкають на островах Сан-Франциско в Каліфорнійській затоці. Вони живуть серед піщаних пагорбів біля підніжжя кам'янистих пагорбів.